# 矢島駅
矢島駅（やしまえき）は、秋田県由利本荘市矢島町七日町字羽坂にある、由利高原鉄道鳥海山ろく線の駅。同線の終着駅となっている。社員配置駅。

## 歴史

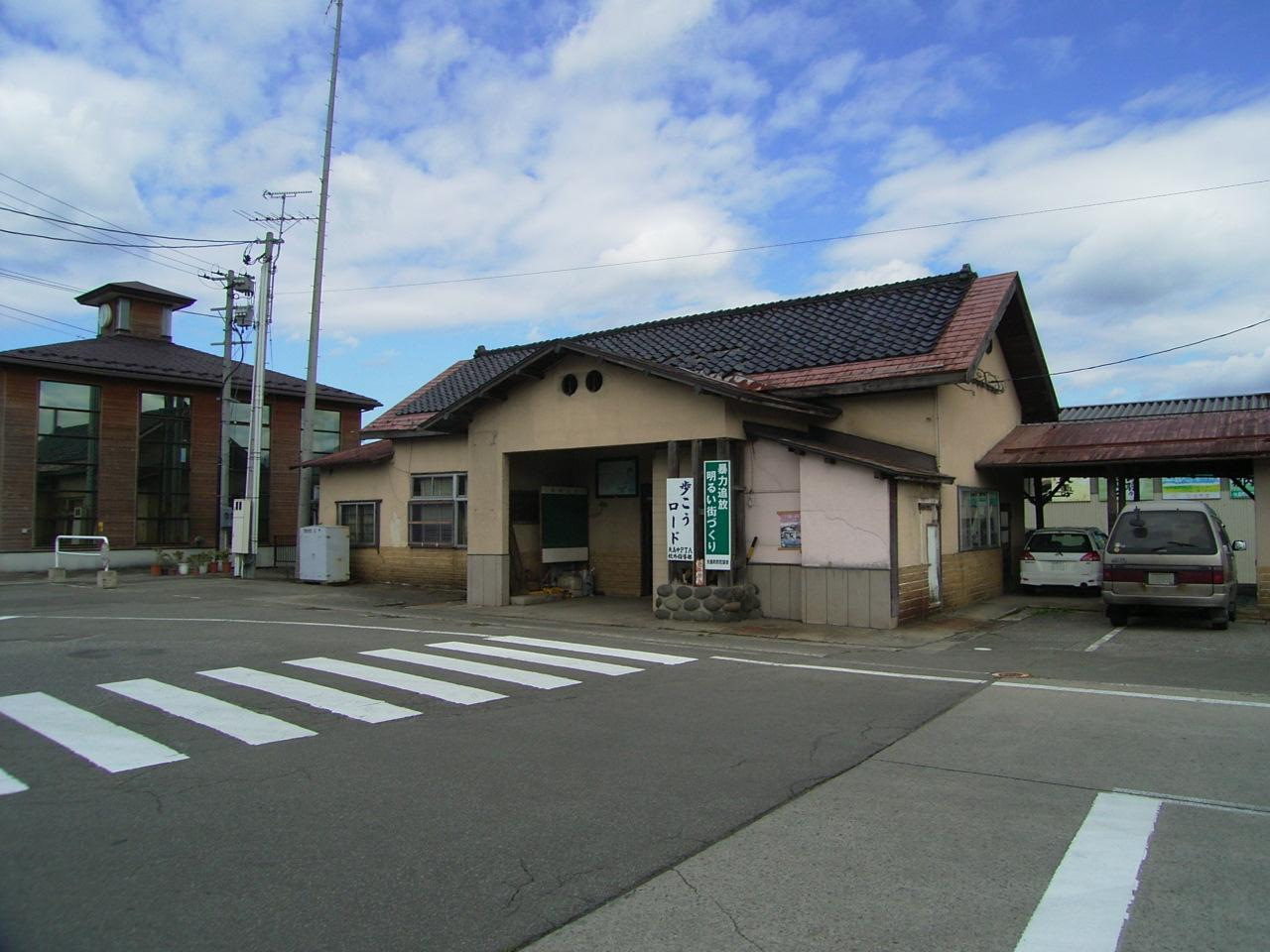
2011年に解体された旧駅舎（左は現駅舎）

- 1938年（昭和13年）10月21日：鉄道省（後の国鉄）矢島線羽後矢島駅として由利郡矢島町に開業[1]。高徳線の屋島駅と区別するため、旧国名の「羽後」が冠された。同日付けで秋田機関区羽後矢島支区を開設。
- 1961年（昭和36年）4月20日：旅客列車無煙化により、秋田機関区羽後矢島支区を廃止し、同支区の機能を新設の羽後本荘支区に移管[2]。
- 1981年（昭和56年）3月10日：専用線発着の貨物取り扱い廃止[3]。同時に矢島線の貨物列車設定廃止。
構内に本荘運輸倉庫の専用線があり、近隣で採れた木材や穀物などの貨物輸送を行っていた。跡地は由利高原鉄道の車庫になった。
- 1985年（昭和60年）10月1日：由利高原鉄道に転換、同時に矢島駅に改称[3]。
- 1986年（昭和61年）7月15日：駅舎内に直営の「由利高原鉄道旅行センター」を開設[4]。
- 2000年（平成12年）9月25日：2代目駅舎に移転して営業開始。初代駅舎は倉庫として存続。
- 2002年（平成14年）：近代的な木造建築の駅舎を有するとして、東北の駅百選に選定。
- 2011年（平成23年）8月：初代駅舎が老朽化と駅前整備のため解体される。

## 駅構造
単式ホーム1面1線を有する地上駅。車両基地が隣接し、夜間停泊がある。
駅舎には出札窓口、直営の旅行センター（びゅう商品等取扱）、個人経営の売店「まつ子の部屋」がある。東日本旅客鉄道（JR東日本）との連絡運輸を取り扱う（秋田駅・新屋駅まで及び羽後亀田駅～象潟駅までの各駅分を発売）。由利高原鉄道の本社が併設されている。

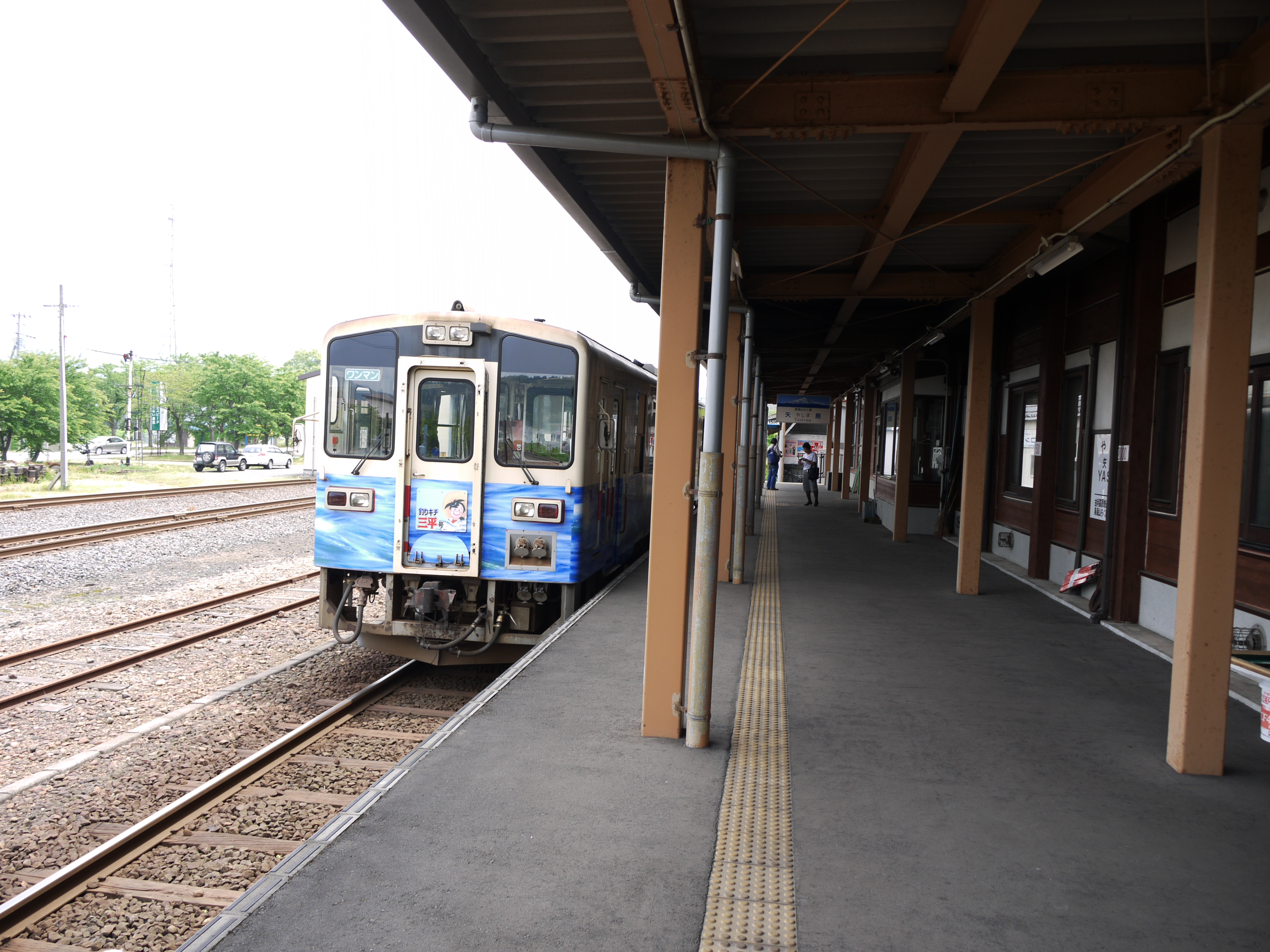
ホームの様子（2010年6月）
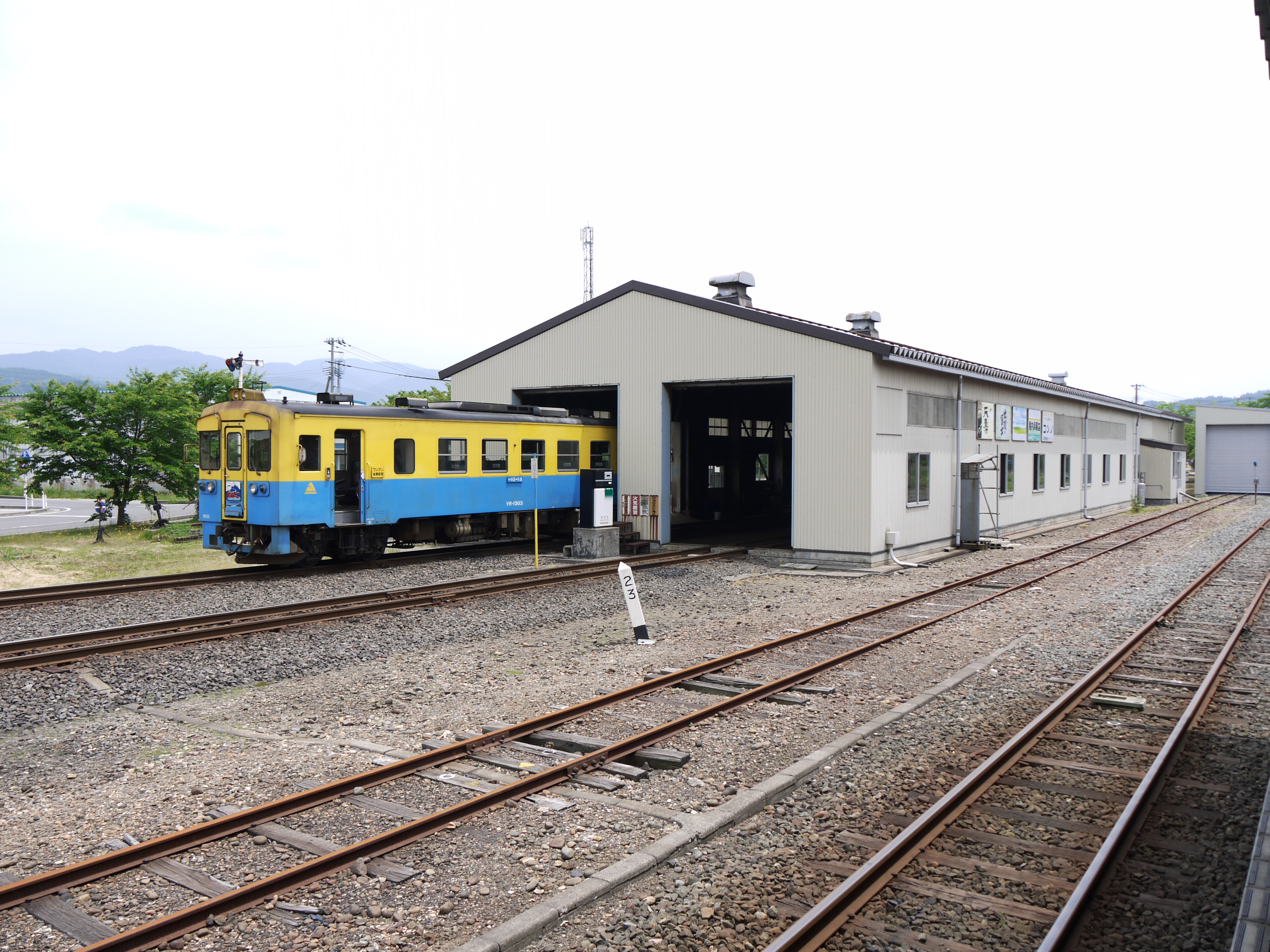
車両基地（2010年6月）

## 利用状況
| 1日乗降人員推移 | 1日乗降人員推移 |
| 年度            | 1日平均人数     |
| --------------- | --------------- |
| 2011年          | 463             |
| 2012年          | 457             |
| 2013年          | 452             |
| 2014年          | 458             |
| 2015年          | 378             |
| 2016年          | 369             |
| 2017年          | 311             |
| 2018年          | 284             |
| 2019年          | 236             |
| 2020年          | 201             |
| 2021年          | 248             |
| 2022年          | 262             |

## 駅周辺
- 由利本荘市役所 矢島総合支所
- 由利高原鉄道・本社
- 秋田銀行矢島支店
- 秋田しんせい農業協同組合矢島支店
- マックスバリュ矢島店（イオン東北運営）
- 秋田県立矢島高等学校
- 由利本荘市立矢島中学校
- 由利本荘市立矢島小学校
- 八森城址
- 矢島郵便局
- 天寿（酒蔵）
- 佐藤酒造店（酒蔵）
- 秋田県道32号仁賀保矢島館合線
- 秋田県道58号象潟矢島線
- 秋田県道70号鳥海矢島線

## バス路線
駅前ロータリーに「矢島駅前」停留所があり、下記の路線が発着する。
羽後交通
- 本荘・伏見線
  - 矢島総合支所前 行、鳥海菜らんど 行
  - 本荘営業所 行

由利本荘市コミュニティバス
- 桃野線
  - 寿康苑 行
  - 桃野 行

※月曜・木曜・土曜運転（ただし、祝日および年末年始（12月29日から翌年1月3日）を除く）

## 隣の駅
由利高原鉄道
■鳥海山ろく線
川辺駅 - 矢島駅